# Polski pas graniczny
Polski pas graniczny (niem. Polnischer Grenzstreifen) – obszar, który miał w planach Cesarstwa Niemieckiego zostać włączony do tego państwa kosztem Królestwa Polskiego po zwycięskim dla państw centralnych zakończeniu I wojny światowej. 
W granicach pasa miały znaleźć się m.in. Częstochowa, Kalisz, Płock i Mława. Obszar pasa granicznego obejmował około 30 tysięcy km² i zamieszkiwany był przez ok. 3 miliony ludzi. Niemieccy planiści przewidywali przymusowe przesiedlenie z tego obszaru ludności polskiej i żydowskiej i zastąpienie jej przez kolonistów niemieckich. Włączony do Niemiec i skolonizowany przez Niemców obszar miał też docelowo oddzielić Polaków zamieszkujących zabór niemiecki od reszty narodu. Planowano także niesprecyzowane „zachęcenie” Polaków z terenu Królestwa Prus do przesiedlenia na teren Królestwa Polskiego.
Plan utworzenia „polskiego pasa granicznego” powstał w lipcu 1917 roku w pruskim sztabie generalnym (Oberste Heeresleitung, w skrócie OHL) dowodzonym przez generała Ericha Ludendorffa. Plan popierany był przez niemiecką mniejszość mieszkającą w Królestwie Polskim, której przedstawiciele skierowali list do rządu niemieckiego z propozycją poszerzenia go aż do Łodzi. Niemiecki rząd przyjął i rozwinął plan utworzenia „pasa granicznego” w marcu 1918 roku, a w kwietniu zyskał on poparcie w pruskiej Izbie Panów (Herrenhaus). Plan był przedmiotem szerokiej dyskusji z udziałem partii politycznych, politologów, przemysłowców i organizacji nacjonalistycznych, takich jak Liga Pangermańska. Idea planu „polskiego pasa granicznego” została przejęta przez nazistów i stała się inspiracją dla Generalnego Planu Wschodniego.
Plan „polskiego pasa granicznego” został opisany przez historyka Hajo Holborna jako pierwszy w nowoczesnej historii Europy mający na celu przesiedlenie ludności na wielką skalę w celu rozwiązania konfliktów narodowościowych.